# Пясъчна пустинарка
Пясъчната пустинарка (Pterocles orientalis) е вид птица от семейство Пустинаркови (Pteroclidae).

## Разпространение и местообитание
Видът е разпространен в Азербайджан, Алжир, Афганистан, Египет, Израел, Индия, Йордания, Ирак, Иран, Испания, Казахстан, Киргизстан, Китай, Кувейт, Либия, Мароко, Пакистан, Португалия, Република Кипър, Русия, Саудитска Арабия, Сирия, Таджикистан, Тунис, Туркменистан, Турция и Узбекистан.